# Megatoma cylindrica
Megatoma cylindrica är en skalbaggsart som först beskrevs av Kirby 1837.  Megatoma cylindrica ingår i släktet Megatoma och familjen ängrar. Inga underarter finns listade i Catalogue of Life.